# Litze (Elektrotechnik)
Die Litze (englisch stranded wire) ist in der Elektrotechnik ein aus dünnen Einzeldrähten bestehender und daher leicht zu biegender elektrischer Leiter, überwiegend aus Kupfer. Fachsprachlich bezeichnen u. a. elektrotechnische Normen (z. B. IEC 60228 / VDE 0295)
- weniger flexible Litzen als „feindrähtig“
- hochflexible Litzen als „feinstdrähtig“.

Bei Hochfrequenzlitzen (HF-Litze) sind die Einzeldrähte voneinander durch eine Lackschicht isoliert, obwohl sie gleiches Potential führen. Dadurch kann bei Hochfrequenz der Einfluss des Skin-Effekts verringert oder vermieden werden – ansonsten würde nur ein kleiner Teil des Gesamtquerschnittes am Stromtransport teilnehmen.
Entlötlitze ist ein flussmittelgetränktes Geflecht zum Aufsaugen überflüssigen Lötzinns durch Kapillarwirkung.

## Allgemeines
Die Einzeldrähte der Litze (bis mehrere hundert) sind meistens von einer gemeinsamen Isolierhülle umschlossen. Solche Leiter heißen Litzenleitung. Sind mehrere solcher Leitungen in einem Kabel vereint, so werden sie Adern genannt.

## Verwendung und Kontaktierung
Da die Gefahr eines Leiterbruches durch Biegung bei Litzenleitungen wesentlich geringer ist als bei Massivdrahtleitern mit gleichem Querschnitt, werden Litzenleitungen vorrangig dort angewendet, wo eine häufige Bewegung oder Rüttelbeanspruchung stattfindet (Maschinen, Fahr- und Flugzeuge, Roboter) oder wenn ein mobiles Gerät versorgt werden muss (elektrische Handgeräte, steckbare Netzzuleitungen, Mikrofon- und Lautsprecherkabel). Je nach erforderlicher Flexibilität und Beanspruchungsgrad verwendet man fein- oder feinstdrähtige Litzenleitungen.
Zum Anschluss in Klemmen müssen Litzenleitungen meistens mit Aderendhülsen versehen werden, um alle Einzeldrähte sicher anschließen zu können und diese vor mechanischer Beschädigung durch die Klemmschraube zu schützen. Bei den Bauweisen Fahrstuhlklemme und Federzugklemme kann auf eine Aderendhülse verzichtet werden. Um Litzen auch mit Schrauben zu befestigen, wird das Ende mit einem Kabelschuh oder einer Kabelöse versehen.
Mit Kabelschuhen konfektionierte feinstdrähtige Litzen dienen u. a. als Erdseile der Schutzerdung u. a. von Schaltschranktüren.
Freileitungen sind meistens ebenfalls aus mehreren Einzeldrähten aufgebaut, werden jedoch nicht als Litze, sondern als Leiterseil bezeichnet.
Das Verzinnen von Litzenenden mit Lötzinn hat sich bei Klemmen als unzuverlässig erwiesen, da Kriecheffekte des weichen Lötzinns und dessen schlechte Kontakteigenschaften (Oxidation) zur Lockerung und Unterbrechung führen können. Es kommt dabei zu einem erhöhten Übergangswiderstand in der Klemme und damit bei höhen Strömen zur Überhitzung, welche zu einem Kabelbrand führen kann. Hingegen werden die Einzeldrähte von Litzen zum Oxidationsschutz u. a. in Leitungen für höhere Einsatztemperaturen oft verzinnt oder versilbert.
| Einzelader Durchmesser [mm] | Querschnitt [mm²] | Oberfläche pro 1 m Länge [mm²] | Widerstand*) pro 1 m Länge [Ohm] | Adern | Ges. Querschnitt [mm²] | Ges. Oberfläche pro 1 m Länge [mm²] | Ges. Widerstand pro 1 m Länge [Ohm] | max. zulässig (max. Strom)+) [A] | Kupfer-Masse pro 1 m Länge [g] |
| --------------------------- | ----------------- | ------------------------------ | -------------------------------- | ----- | ---------------------- | ----------------------------------- | ----------------------------------- | -------------------------------- | ------------------------------ |
| 0,020 (= 20 µm)             | 0,00031           | 63                             | 55                               | 320   | 0,101                  | 20.000                              | 0,17                                | 1,7 (0,36)                       | 0,90                           |
| 0,020 (= 20 µm)             | 0,00031           | 63                             | 55                               | 460   | 0,145                  | 29.000                              | 0,12                                | 2,3 (0,52)                       | 1,3                            |
| 0,030 (= 30 µm)             | 0,00071           | 94                             | 24                               | 36    | 0,025                  | 3.400                               | 0,68                                | 0,5 (0,09)                       | 0,23                           |
| 0,030 (= 30 µm)             | 0,00071           | 94                             | 24                               | 200   | 0,141                  | 19.000                              | 0,12                                | 2,3 (0,51)                       | 1,3                            |
| 0,040 (= 40 µm)             | 0,00126           | 126                            | 14                               | 35    | 0,044                  | 4.400                               | 0,39                                | 0,8 (0,16)                       | 0,39                           |
| 0,050 (= 50 µm)             | 0,00196           | 157                            | 8,8                              | 10    | 0,020                  | 1.600                               | 0,88                                | 0,4 (0,07)                       | 0,18                           |
| 0,070 (= 70 µm)             | 0,00385           | 220                            | 4,5                              | 45    | 0,173                  | 9.900                               | 0,10                                | 2,8 (0,62)                       | 1,5                            |
| 0,071 (= 71 µm)             | 0,00396           | 223                            | 4,3                              | 20    | 0,079                  | 4.500                               | 0,22                                | 1,3 (0,28)                       | 0,71                           |
| 0,10 (= 100 µm)             | 0,00785           | 314                            | 2,2                              | 30    | 0,236                  | 9.400                               | 0,073                               | 3,7 (0,84)                       | 2,1                            |
| 0,10 (= 100 µm)             | 0,00785           | 314                            | 2,2                              | 60    | 0,471                  | 19.000                              | 0,037                               | 7,1 (1,7)                        | 4,2                            |
| 0,10 (= 100 µm)             | 0,00785           | 314                            | 2,2                              | 90    | 0,707                  | 28.000                              | 0,024                               | 10 (2,5)                         | 6,3                            |
| 0,10 (= 100 µm)             | 0,00785           | 314                            | 2,2                              | 120   | 0,942                  | 38.000                              | 0,018                               | 14 (3,4)                         | 8,4                            |
| 0,15                        | 0,0177            | 471                            | 0,97                             | 1     | 0,0177                 | 471                                 | 0,97                                | 0,3 (--)                         | 0,16                           |
| 0,20                        | 0,0314            | 628                            | 0,55                             | 1     | 0,0314                 | 628                                 | 0,55                                | 0,6 (--)                         | 0,28                           |
| 0,30                        | 0,0707            | 942                            | 0,24                             | 1     | 0,0707                 | 942                                 | 0,24                                | 1,2 (--)                         | 0,63                           |
| 0,40                        | 0,126             | 1260                           | 0,14                             | 1     | 0,126                  | 1.260                               | 0,14                                | 2,0 (--)                         | 1,1                            |
| 0,475                       | 0,177             | 1500                           | 0,10                             | 1     | 0,177                  | 1.500                               | 0,10                                | 2,8 (--)                         | 1,6                            |
| 0,56                        | 0,246             | 1760                           | 0,070                            | 1     | 0,246                  | 1.760                               | 0,070                               | 3,9 (--)                         | 2,2                            |
| 0,6                         | 0,283             | 1900                           | 0,061                            | 1     | 0,283                  | 1.900                               | 0,061                               | 4,4 (--)                         | 2,5                            |
| 0,8                         | 0,50              | 2500                           | 0,034                            | 1     | 0,50                   | 2.500                               | 0,034                               | 7,5 (--)                         | 4,5                            |
| 1,0                         | 0,785             | 3100                           | 0,022                            | 1     | 0,785                  | 3.100                               | 0,022                               | 12 (--)                          | 7,0                            |
| 1,4                         | 1,54              | 4400                           | 0,011                            | 1     | 1,54                   | 4.400                               | 0,011                               | 16 (--)                          | 14                             |
| 1,8                         | 2,54              | 5650                           | 0,007                            | 1     | 2,54                   | 5.650                               | 0,007                               | 25 (--)                          | 23                             |

*) Widerstand berechnet mit spez. Widerstand 0,0172 Ohm*mm²/m für typ. Elektrokupfer „E-Cu 58“. – +) max. zulässige Stromdichte 10–15 A/mm² bei d = 2–0,5 mm  (DIN VDE 0891 T.1 und VDE 0100 T.523, 1981-06 Gruppe 2), – in Klammern: als max. Arbeitsstromdichte bei feinstdrähtigen Leitern wird 3,6 A/mm² genannt, – extrapol./berechnete Werte kursiv.

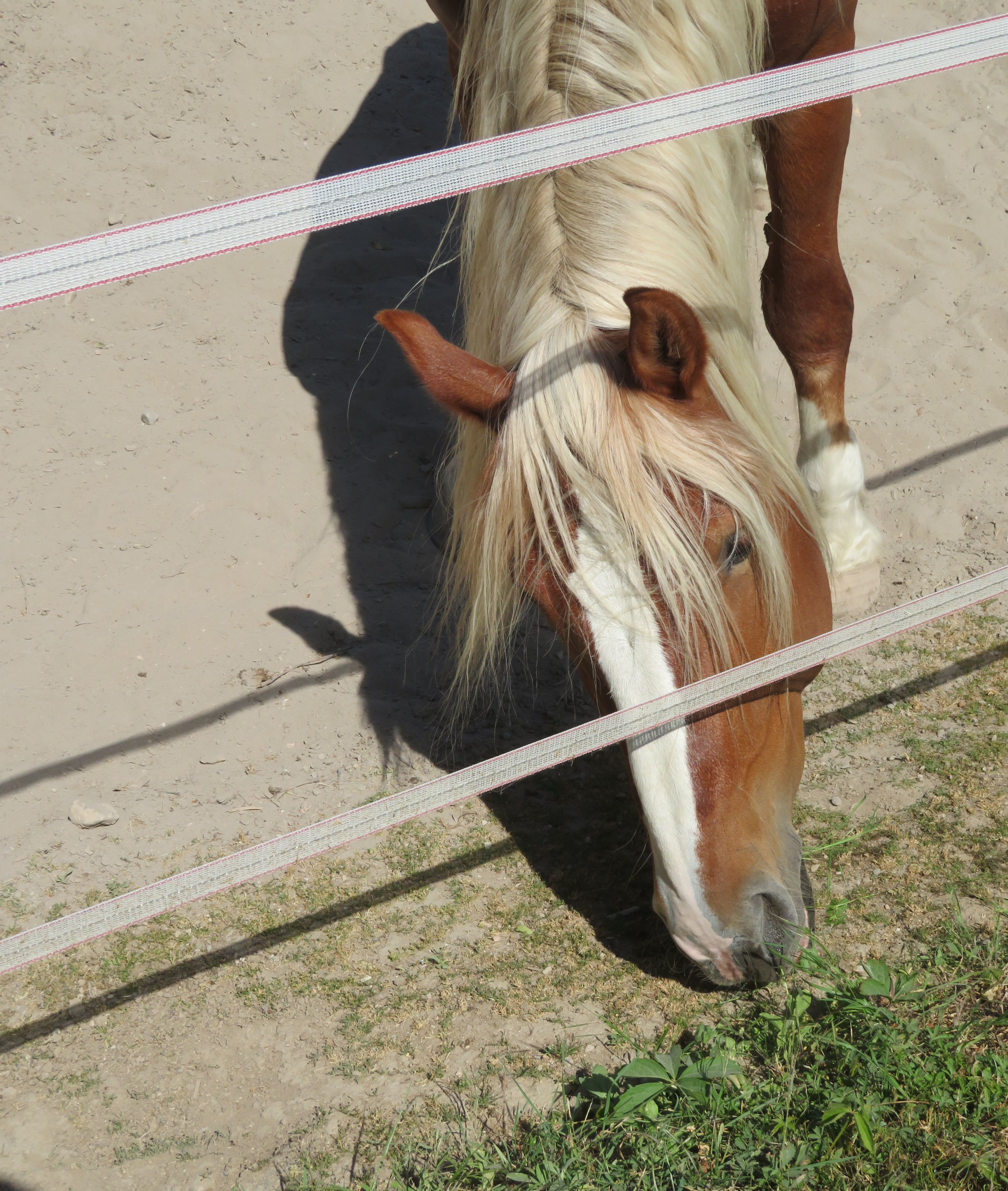
Breitbandlitze an einer Pferdekoppel im Tiergarten Worms

Um Weidetiere am Verlassen ihrer Weide oder Koppel zu hindern (Herdenschutz), verwendet man u. a.  elektrische Weidezäune mit einer Breitbandlitze.